# Omar Jimenez

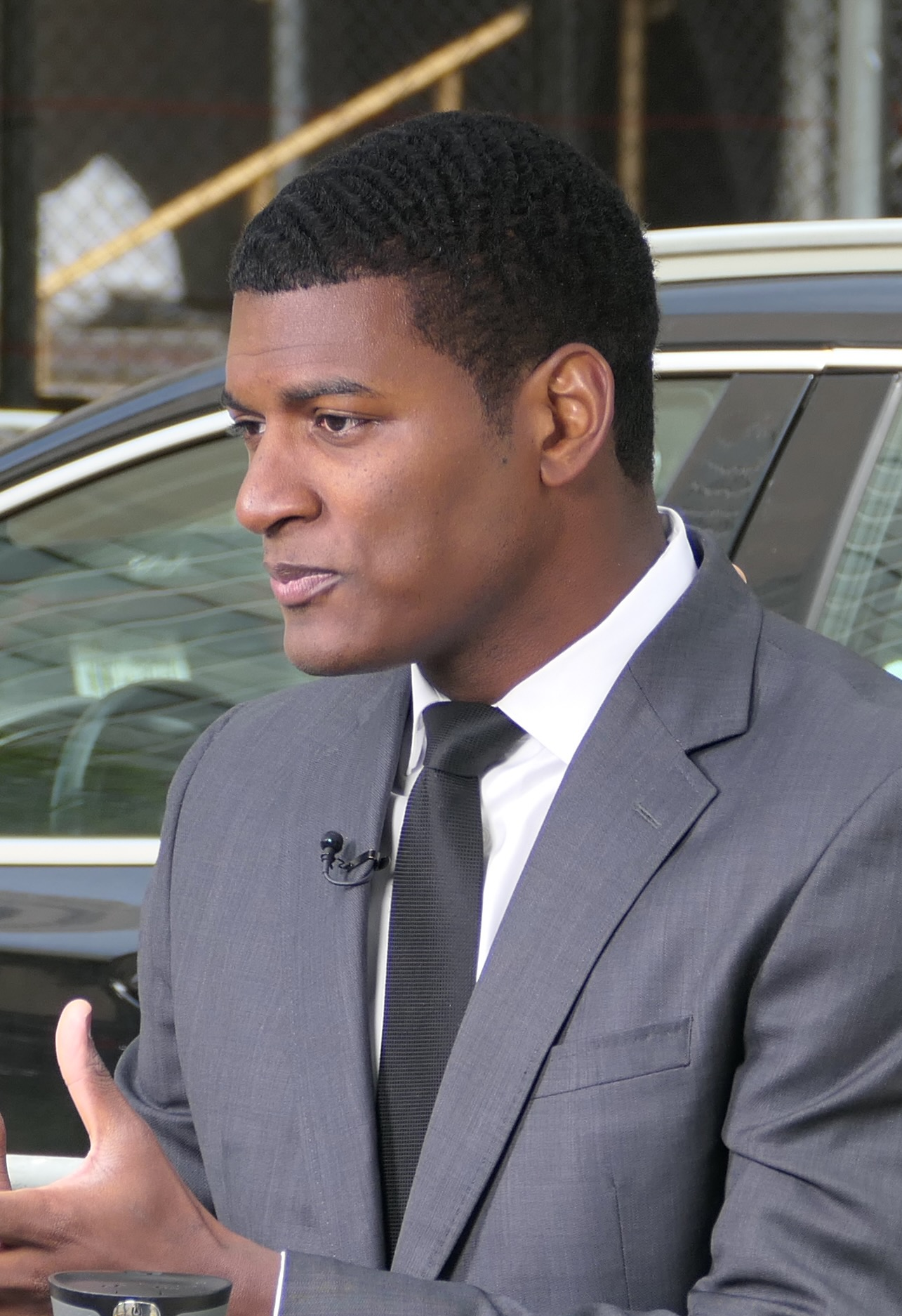
Omar Jimenez, 2024

Omar Jimenez (* 27. November 1993 in Worcester, Massachusetts) ist ein amerikanischer Journalist und Korrespondent des Senders CNN.

## Werdegang
Jimenez, der sowohl afroamerikanischer als auch väterlicherseits kolumbianischer Abstammung ist, wurde in Massachusetts geboren, wuchs jedoch in Kennesaw, Georgia auf.
Er studierte Journalismus an der Northwestern University und spielte dort im College-Bereich auch Basketball. Jimenez begann seine Karriere im Journalismus als Praktikant in der Chicagoer Außenstelle von NBC News. Danach arbeitete er fast vier Jahre lang als Multimedia-Journalist bei WGEM-TV in Quincy, Illinois. Er war auch als Reporter und Moderator bei WBAL-TV in Baltimore tätig. Während seiner Arbeit bei WBAL-TV erhielt Jimenez eine individuelle Emmy-Nominierung für allgemeine Berichterstattung. Seit August 2017 ist Jimenez für CNN tätig, hauptsächlich als Korrespondent aus dem Raum Chicago.

### Verhaftung vor laufenden Kameras
Überregionale Bekanntheit erlangte Jimenez, als er mit seinem Kamerateam im Zuge der Proteste rund um den Todesfall George Floyd während einer Liveberichterstattung am 29. Mai 2020 vor laufenden Kameras von Polizisten der Minnesota State Patrol in der Stadt Minneapolis verhaftet wurde. Er wurde kurze Zeit später wieder freigelassen. Gouverneur Tim Walz entschuldigte sich zudem für den Vorfall bei CNN.

### Musikalische Tätigkeit
Jimenez geht zudem im Musikbereich dem Rap nach. Er hat Musik auf SoundCloud unter dem Namen OJ Tropicana veröffentlicht. Seine Debüt-EP Reporting Live wurde 2017 veröffentlicht. Als musikalisches Vorbild nennt Jimenez Donald Glover. 2013 trat er als Rapper in der Sendung Late Night with Jimmy Fallon auf.